# Soumission (film, 2022)
Pour les articles homonymes, voir Soumission et Sanctuary.
Pour plus de détails, voir Fiche technique et Distribution.
Soumission (Sanctuary) est un thriller érotique américain réalisé par Zachary Wigon (en), sorti en 2022.
Il est présenté au festival international du film de Toronto 2022.

## Synopsis
Après la mort de son père, Hal est sur le point d'hériter de son immense fortune. Il décide donc de rompre pour de bon avec Rebecca, sa maîtresse dominatrice. Mais ses tentatives pour rompre leurs liens ne se déroulent pas exactement comme prévu, et les choses dégénèrent.

## Fiche technique
Sauf indication contraire, les informations mentionnées dans cette section peuvent être confirmées par la base de données cinématographiques IMDb,  présente dans la section « Liens externes ».
- Titre original : Sanctuary
- Réalisateur : Zachary Wigon (en)
- Scénario : Micah Bloomberg
- Décors : Jason Singleton
- Costumes : Mirren Gordon-Crozier
- Musique : Ariel Marx
- Photographie : Ludovica Isidori
- Production : Pavel Burian, David Lancaster, Ilya Stewart et Stephanie Wilcox
  - Production exécutive : Carole Baraton, Micah Bloomberg, Elizaveta Chalenko, Yohann Comte, Maxim Dashkin, David Gendron, Ali Jazayeri, Lisa Kjerulff, Pierre Mazars, Margaret Qualley et Nick Shumaker
- Sociétés de production : Hype Films, Mosaic Media Group et Rumble Films
- Pays de production :  États-Unis
- Langue originale : anglais
- Format : couleur
- Genre : thriller érotique, drame
- Durée : 96 minutes
- Dates de sortie : 
  - Canada : 12 septembre 2022 (festival de Toronto)
  - États-Unis : 19 mai 2023

## Distribution
- Christopher Abbott (VF : Christophe Hespel) : Hal
- Margaret Qualley (VF : Edwige Lemoine) : Rebecca